# ミッドシップ

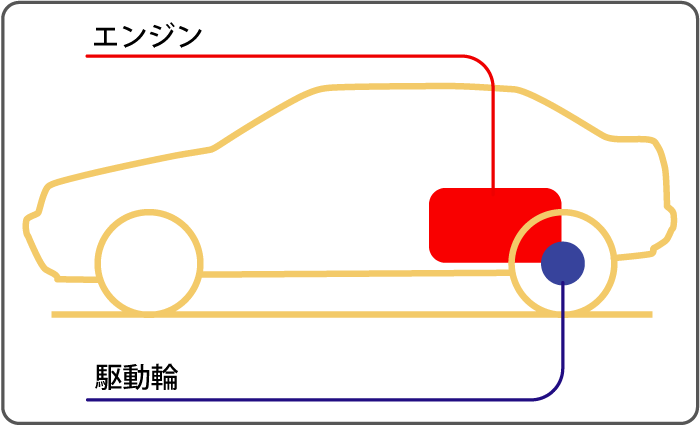
ミッドシップエンジン・リアドライブの概念図

ミッドシップ (Mid-Ship) とは、自動車などのエンジンの搭載位置による分類のひとつで、直訳の「船（シップ）の中央」という語が示す通り、エンジンを車体の中央に搭載する方式である。「ミドシップ」「ミッドエンジン」とも。
ただし四輪自動車で厳密に中央に搭載できる車種は限られるため、フロント車軸上もしくはその前方にあるフロントエンジン、リア車軸上もしくはその後方にあるリアエンジンに対して、フロントとリアの車軸の中間にエンジンがある車が慣例として「ミッドシップ」と呼ばれる。
本記事では四輪自動車のミッドシップを中心に扱い、特記のない限り運転席真下または運転席後方・リア車軸前方にエンジンを搭載するリアミッドシップ方式について記述する。運転席前方・フロント車軸後方にエンジンを搭載する、フロントエンジンタイプのミッドシップについては「#フロントミッドシップ」節を参照。

## 概要

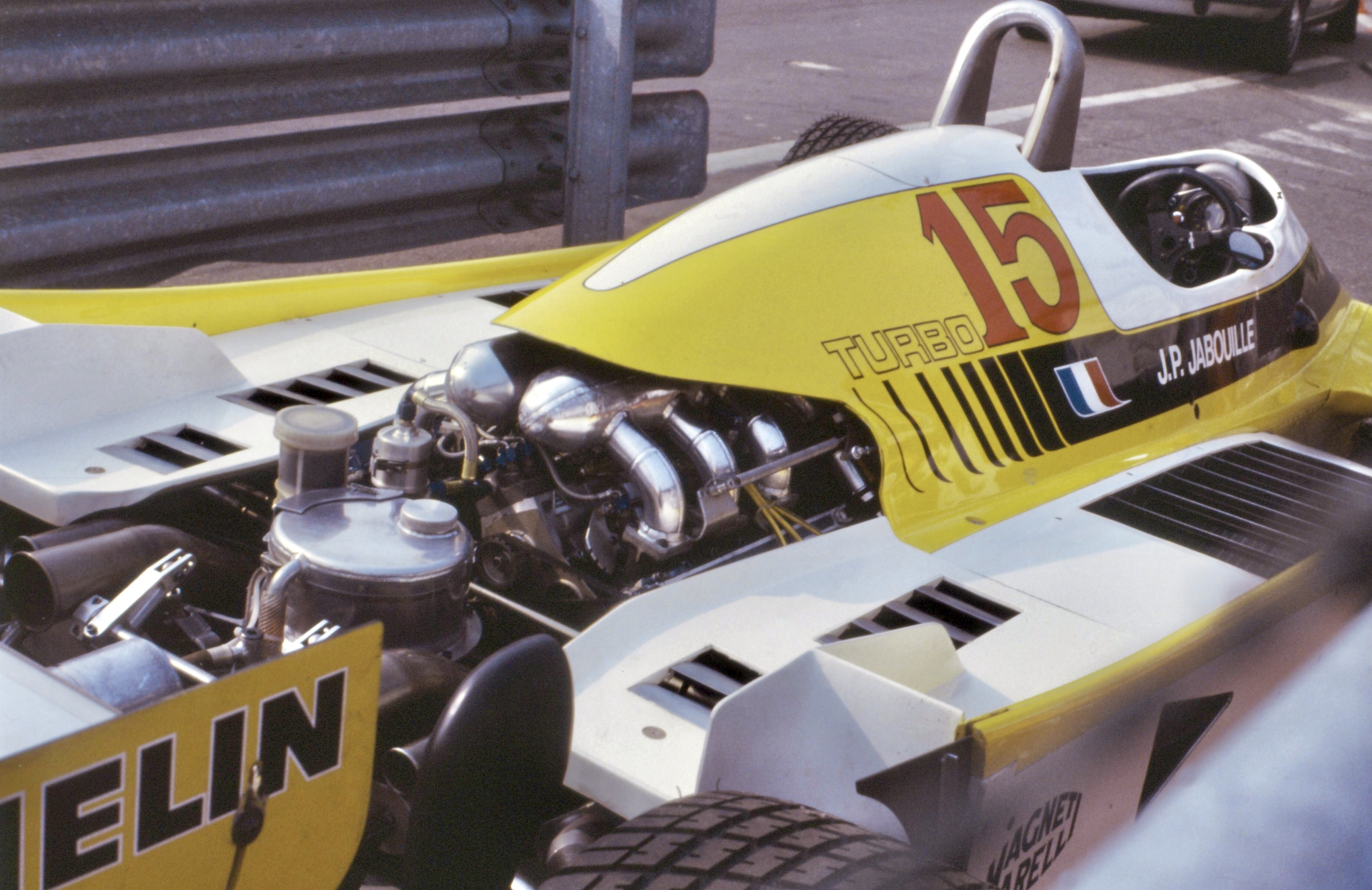
フォーミュラカーはミッドシップレイアウトを持つ

四輪自動車で単に「ミッドシップ」と呼ぶ場合は、リアミッドシップ方式を指すことが多い。後輪もしくは四輪を駆動するものが基本で、前者はミッドシップエンジン・リアドライブ (MR: Mid-engine Rear-drive) 方式と呼ばれる。
運転席の後ろのほか、レーシングカートなど運転席の横に配置する例や、運転席の下に配置する例（アンダーフロア）もある。バス車両のミッドシップは車両中央の客席部分の床下にエンジンを搭載する（センターアンダーフロアエンジン）。
なお、ミッドシップエンジン・フロントドライブ方式（MF）は、一般の自動車（乗用車やトラックなど）ではこのレイアウトにする利点がないため存在しない。しかし、二輪駆動のフォークリフトでは、運転席下部や後部にエンジンを搭載し前輪を駆動する方式（MFもしくはRF）が主流である。これは用途上バックで運転することが多いことと、重いエンジンをカウンターウエイトとして利用できるからである。

## 特徴

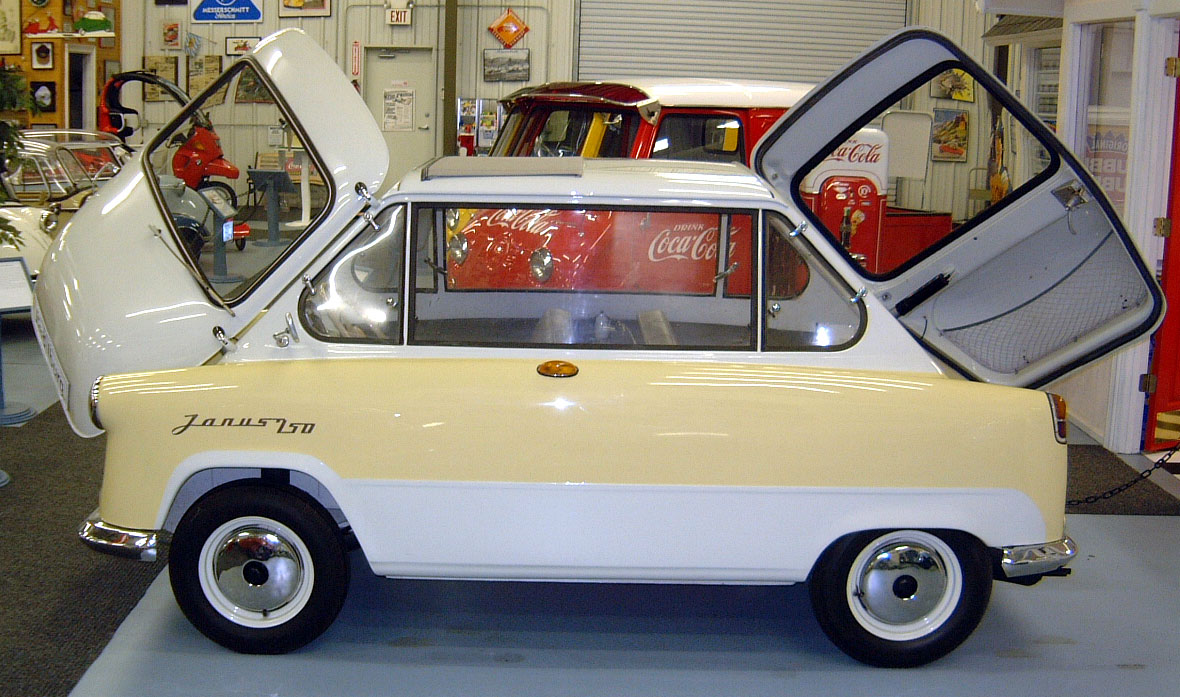
省スペース目的の例
ツェンダップ・ヤヌス 1950年代
背中合わせの座席の間に2ストローク 単気筒エンジンを置く

車体において最も質量の大きいエンジンの質量中心（重心）と、車体のそれ以外の質量中心が近くなることで、ヨーイングとピッチングの慣性モーメントが小さくなり、旋回に入りやすくまた旋回を止めやすい。よって反応の早さに優れ、コーナリング限界も高い駆動レイアウトである。また、フロントエンジンに比べると駆動輪である後輪に荷重がかかることから、駆動力が効果的に路面に伝わる（トラクションがかかりやすい）ことも大きな利点である。逆にリアエンジンと比べればトラクションでは一歩譲るが、操縦安定性という面では優れている。その他、FRレイアウトの場合に必須なプロペラシャフトが必要ないため構造を単純化でき、重量軽減にも有利である。こうした特性は速さを追求するスポーツカーやレーシングカーで最大限に活かされる。
一方で前部が軽い特性上、コーナリングにおいては荷重移動を必須とし、進入で適切な荷重移動ができていないと前輪（=操舵輪）への荷重不足によるアンダーステアをもたらす。逆に旋回中は後寄りの重心が発生する遠心力により、後側が外側に出るオーバーステア傾向がある（いわゆるアンダー・オーバー特性）。また、オーバースピードでコーナーに進入してしまうと、フロントエンジンでは質量中心のあるフロントが外側に行こうとするため穏やかなアンダーステアになるが、リアミッドシップではリアが外側に行こうとしてオーバーステアとなり、しかもブレーキングによって前に荷重を掛けてもオーバーステアに、逆に駆動力を強く掛けてもパワーオーバーによってオーバーステアとなるため、限界を超えてしまうと適切且つ微妙なカウンターステアを当てたとしても修正が極めて難しい。そのためFRに比べると特性がピーキーであり、真価を最大限に引き出すにはそれなりの習熟が必要となる。また上記理由から、ドリフト走行ではドリフト中のコントロールが難しくなるため、基本的に採用されない。
必ずしも「ミッドシップ=運動性能に優れる」というわけではなく、パッケージとの相性も大きく関係する。ランボルギーニが試作した軍用オフローダーのチーターとLM001のようにリアが重すぎて操縦安定性が酷いものになり、その後LM002でフロントエンジンにしたら重量配分が改善されて市販に漕ぎ着けられたという例もある。またトランスミッションをエンジン前方に置き、そこから後車軸までプロペラシャフトで伝達するような配置でエンジンの下にシャフトを通す場合、エンジン位置、ひいては車体の重心が高くなってしまう場合もある。ランボルギーニの場合、そのような配置がカウンタック以来の伝統であったが、ムルシエラゴで改善が図られた。

### 一般的な自動車における特徴
運転席と後輪の間にエンジンがあるリアミッドシップは、基本的に後席を設けられず2人乗りに限定され、車室や荷室のスペースを広く取れない。また、整備のための開口部を広く取れないため、整備性が悪く作業工程も多くなりがちである。まれに横3人乗りや非常に狭い後席付き（2＋2）の例もあるものの、いずれにせよ一般的な乗用車に採用するには実用性において著しく不利な方式である。操縦性の面でも、前述のアンダー・オーバー特性やヨーイングとピッチングのモーメントが小さいことによる反応の速さは、レーシングドライバーにとってはポテンシャルの高い車であっても、一般の運転者には扱いが難しい。
以上のような特性から、一般的な乗用車におけるリアミッドシップの採用例はスポーツカーの一部やスーパーカーなど、実用性よりも性能を重視したモデル、あるいはV型12気筒などのエンジンそのものが付加価値となるようなモデルが大半である。ただし、床下にエンジンを置くアンダーフロア方式のミッドシップではホンダ・アクティや初代トヨタ・エスティマのように、積載・居住空間の広さを売りにしたモデルも少数存在する。もっとも、寸法的に余裕の少ない軽商用車を除くと、エスティマはフロントエンジン（FF）ベースでも同等以上の効率が得られるため、他のモデルとプラットフォームや駆動系の共用が容易なフロントエンジンへと変更され、ミッドシップモデルは一代限りで生産を終了している。

## 歴史

### レーシングカー

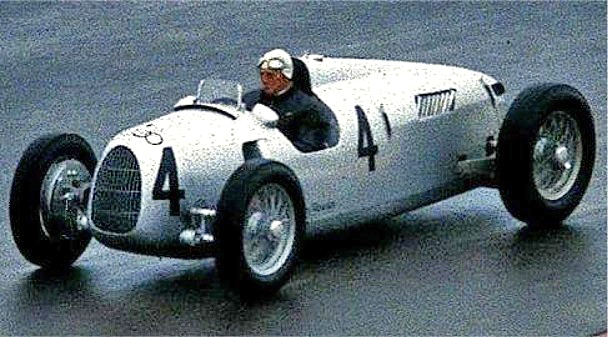
アウトウニオン・タイプC

（リア）ミッドシップにエンジンを置くことは前述のような利点から、レーシングカーから採用が始まった。著名な例としては、1934年にフェルディナント・ポルシェが設計した、アウトウニオンのPヴァーゲン（タイプA - D）がある。PヴァーゲンはF1世界選手権の前身に当たるヨーロッパ・ドライバーズ選手権でチャンピオンを獲得した。1947年にはクーパーがクーパー・500（後のF3となる）でミッドシップを採用。クーパーはF2やF1などにもミッドシップを採用し好成績を挙げたことから、これに追従するコンストラクターもあった。とはいえ第二次世界大戦後もしばらくの間、フォーミュラカーを含むレーシングカーの大半はフロントエンジンだった。

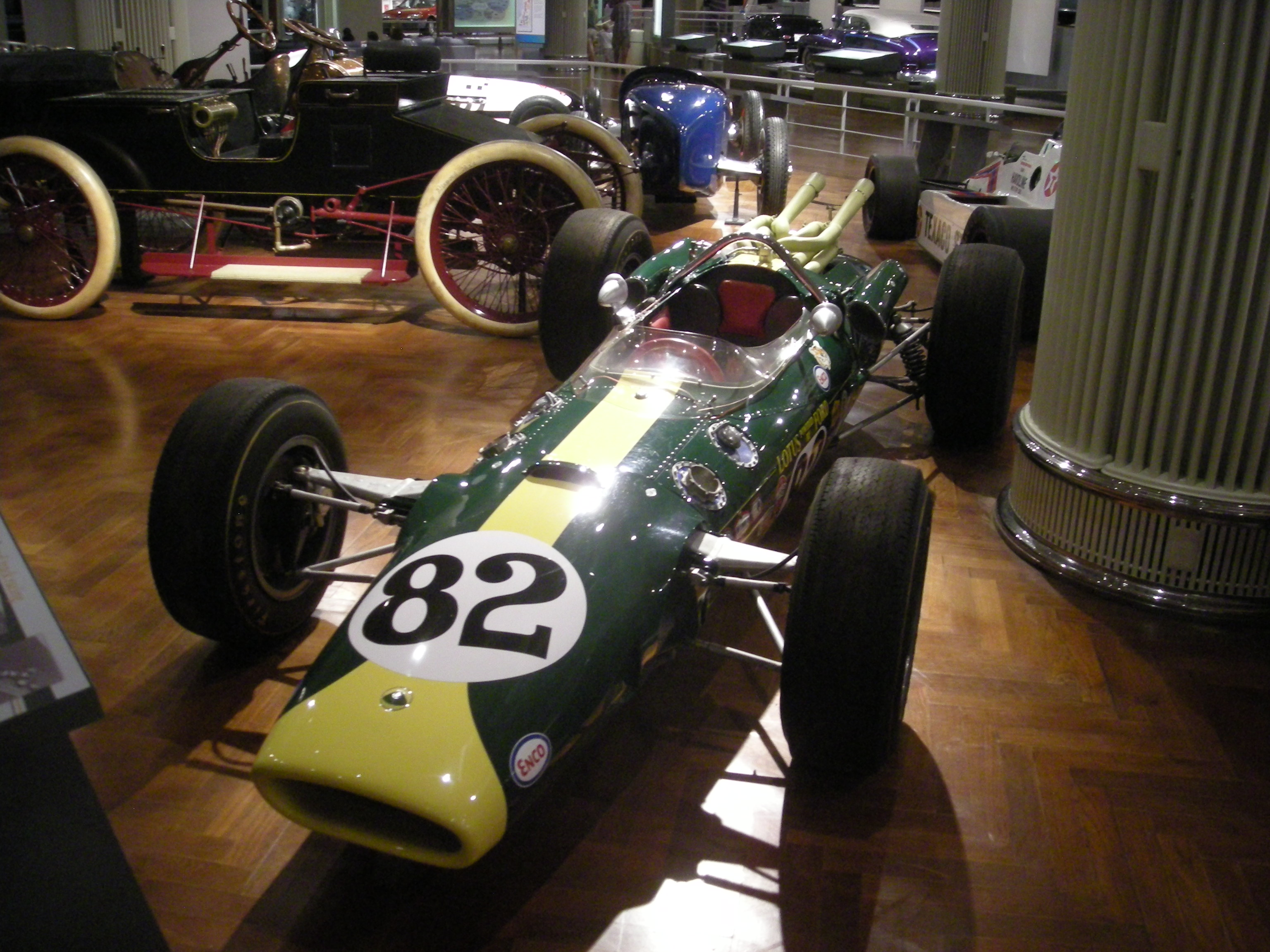
ロータス・38。オーバルコースであるインディアナポリス専用車のため、左右のサスペンションの長さが異なっている

F1が本格的にミッドシップに移行したのは、前述のクーパーが開発したT43（en:Cooper T43）が1958年のアルゼンチングランプリで初優勝を飾ったことに始まる。1959年から1960年にかけて急速にミッドシップへの移行が進み、フロントエンジンによる最後の優勝車はフェラーリ・246F1であった。インディカーでは、1965年のインディ500（en:1965 Indianapolis 500）の全エントリー33台中フロントエンジンは6台のみで、ロータス・38がミッドシップ車で初優勝するなど、ミッドシップへの移行が決定付けられたレースとされる。このようにして1960年代以降のフォーミュラカー、さらにスポーツカー耐久のプロトタイプレーシングカーでも、フロントエンジンに代わってミッドシップ縦置きが標準的なレイアウトとなった。

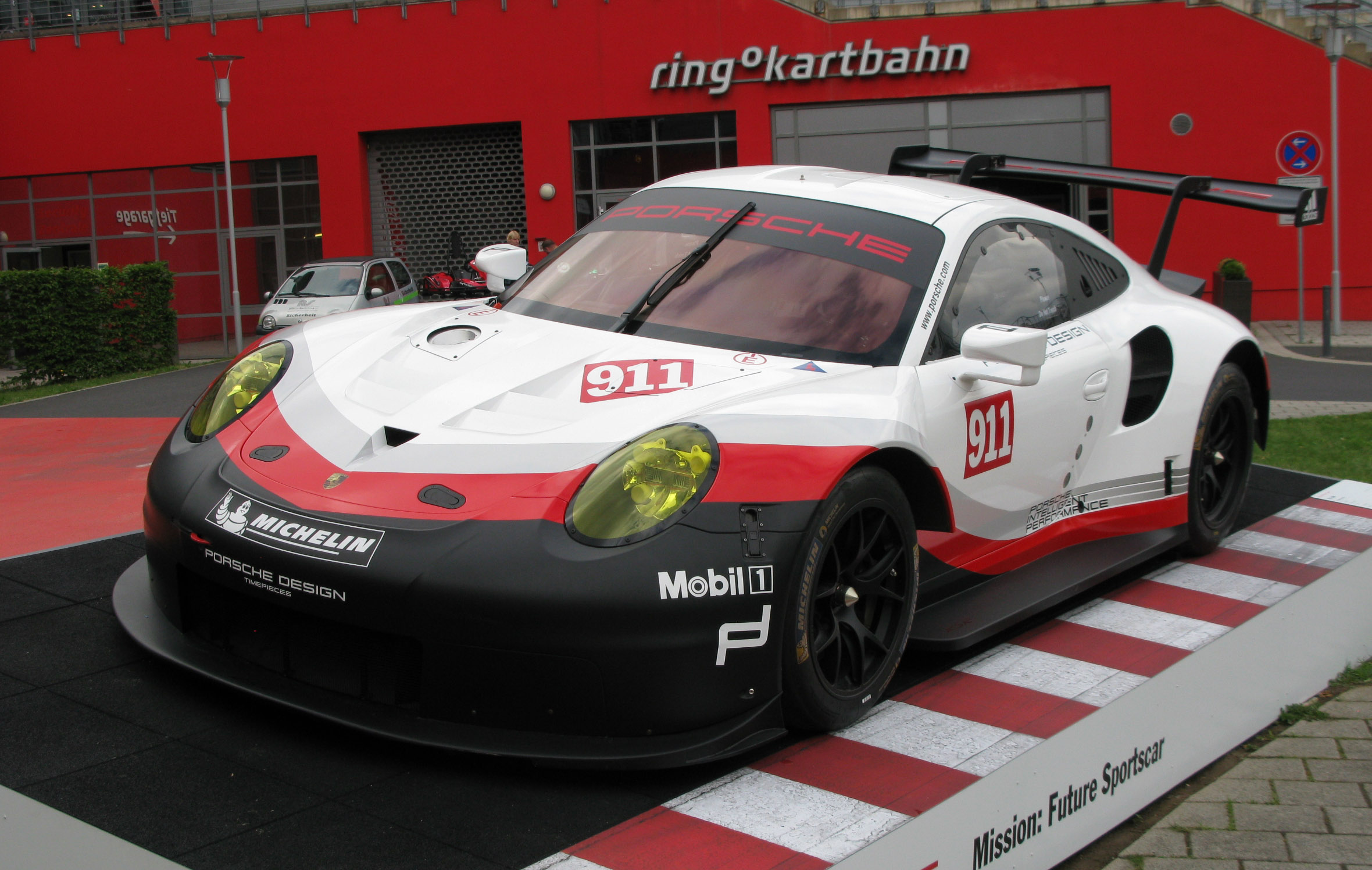
ポルシェ・911 RSR（991）
市販車のリアエンジンからミッドシップに変更されている

GTレースではミッドシップとフロントエンジンが混走する場合があるが、多くはミッドシップが何らかのハンデを負っている（2014 - 2019年のSUPER GT・GT500クラスのNSXなど）。またLM-GTE規定の991型ポルシェ・911 RSRやC8型シボレー・コルベットのように、市販車の伝統やアイデンティティを捨ててまでミッドシップに変更する例も増えていることからも、レースにおけるミッドシップの優位性が窺える。
セミ耐久のSUPER GTでは前輪への負担の軽さから、レース中後輪のみを交換すれば良いケースが多く、ピット作業時間の短縮に一役買っている。一方で後輪の負担が大きいので、レインコンディションでも無い限りはフロントエンジン勢に比べると四輪無交換作戦は取りづらい傾向にある。またフロントタイヤの温まりが良くないので、熱入れに苦労する場面もしばし見られる。

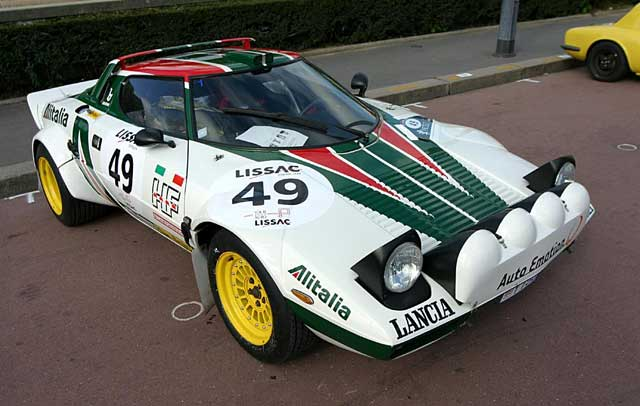
ランチア・ストラトス

世界ラリー選手権（WRC）では、1970年代に当時の最低生産台数の少なさを活かして生産されたランチア・ストラトスなどのミッドシップ車が活躍するようになった。この頃は後輪駆動が一般的であったが、1980年代に入りアウディ・クワトロの影響で四輪駆動が普及し始めると、グループBの時代にミッドシップと四輪駆動の組み合わせに移行した。以後の動きは「#ミッドシップ四輪駆動」の項を参照。

### 市販車

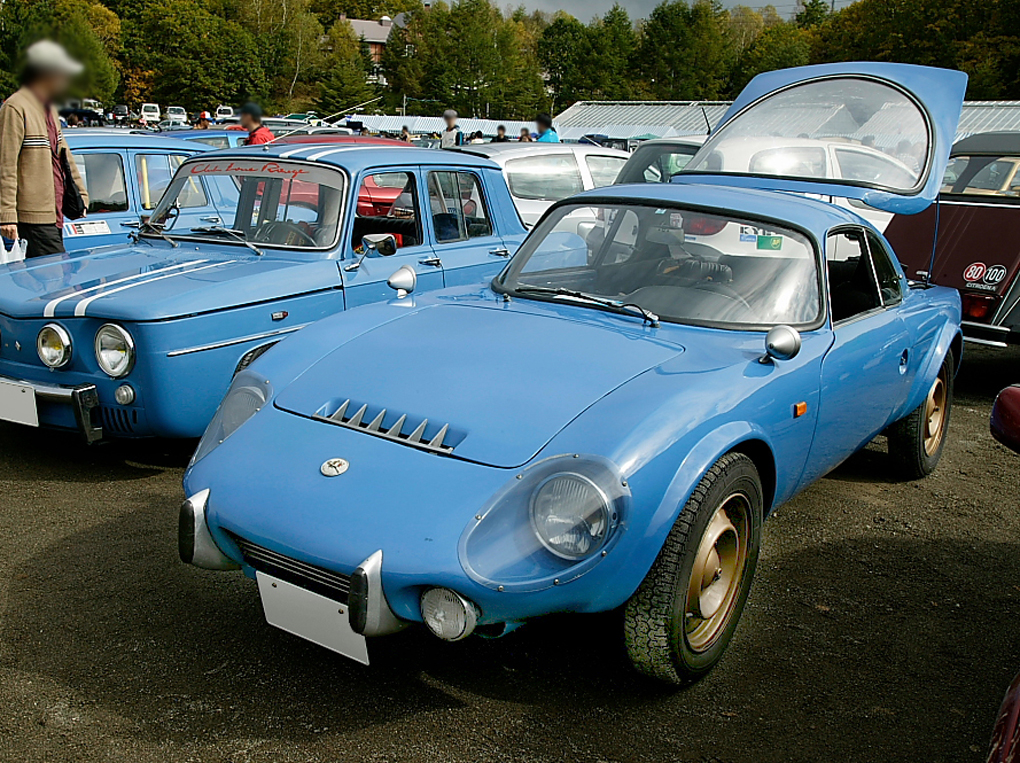
世界初の量産ミッドシップカー
マトラ・ジェット 1962-1968
写真はV S（5型S）

1960年代以降は市販のスーパーカーやスポーツカーにも、ミッドシップを採用する例が見られるようになった。前述（#一般的な乗用車における特徴）のような特性から一般的な乗用車として大量生産されたものは極めて少なく、乗用車としては特殊なレイアウトという扱いだった。しかし、1970年代以降前輪駆動（FF）の小型乗用車が大量生産されるようになると、そのパワーユニット（いわゆる「ジアコーサ配置」）を車室の後部にそっくり移設するという手法により、大量生産されるものも見られるようになった。
市販された世界初のミッドシップ車は、1960年代のマトラ・ジェットとされる。これにデ・トマソ・ヴァレルンガ、ロータス・ヨーロッパ、ディーノ・206/246、マトラ・M530、ポルシェ・914などが追従した。これらのエンジンはいずれも排気量が2 L弱であり、生産台数は100前後～数千台程度が多い。914はフォルクスワーゲン社との共同企画ということもあり、数万台が生産された。

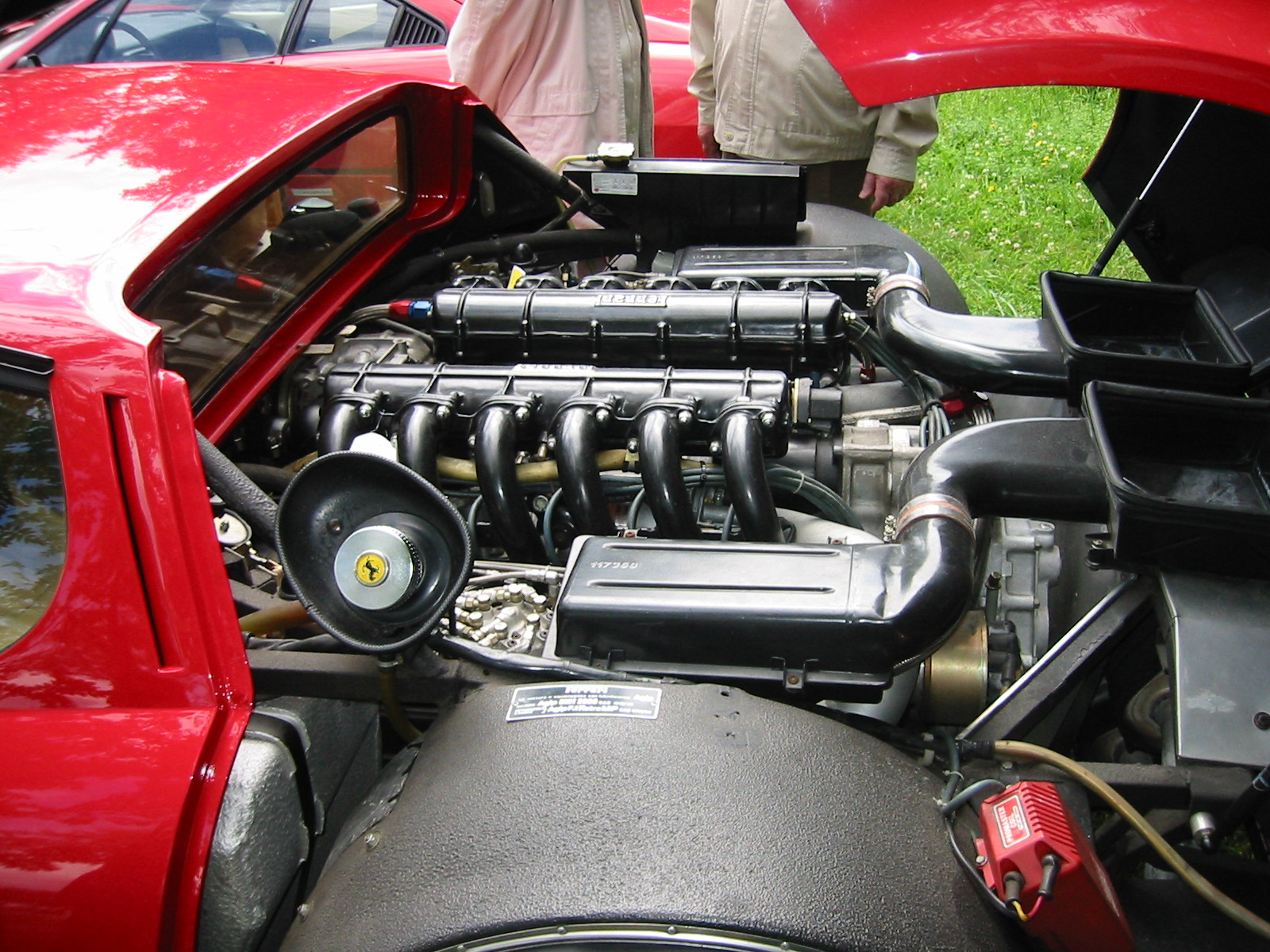
フェラーリ・512BBiのエンジン

続いて排気量4 L前後のハイパワーなエンジンを積んだ、いわゆる「スーパーカー」たちが登場する。代表的なところでは、365GT4BBに代表されるフェラーリ車、ミウラに代表されるランボルギーニ車や、前述のヴァレルンガに続くデ・トマソ・マングスタ及びパンテーラなどがある。
これらのスーパーカーで使われているV型12気筒のような細長いエンジンをミッドシップに縦置きし、その後方にトランスミッション、デフと順に並べると、乗用車としては後部が長すぎる車になってしまう。そのためカウンタックからアヴェンタドールまでのランボルギーニ車では、後車軸直前に前後逆に配置したエンジンからその前方の左右乗員間に置かれたトランスミッションに動力を伝え、そこから車両後方に折り返してドライブシャフトを後車軸のデフに接続するという配置(車両前方からトランスミッション-エンジン-デフの順に並び、エンジンと平行にドライブシャフトがある)とするなどの工夫をしている。この配置には、フロアシフトのシフトレバーが乗員横のトランスミッションに直接繋がっているためシフトフィールが良いという利点と、シャフトを通すためエンジンの位置が上がるという欠点がある。

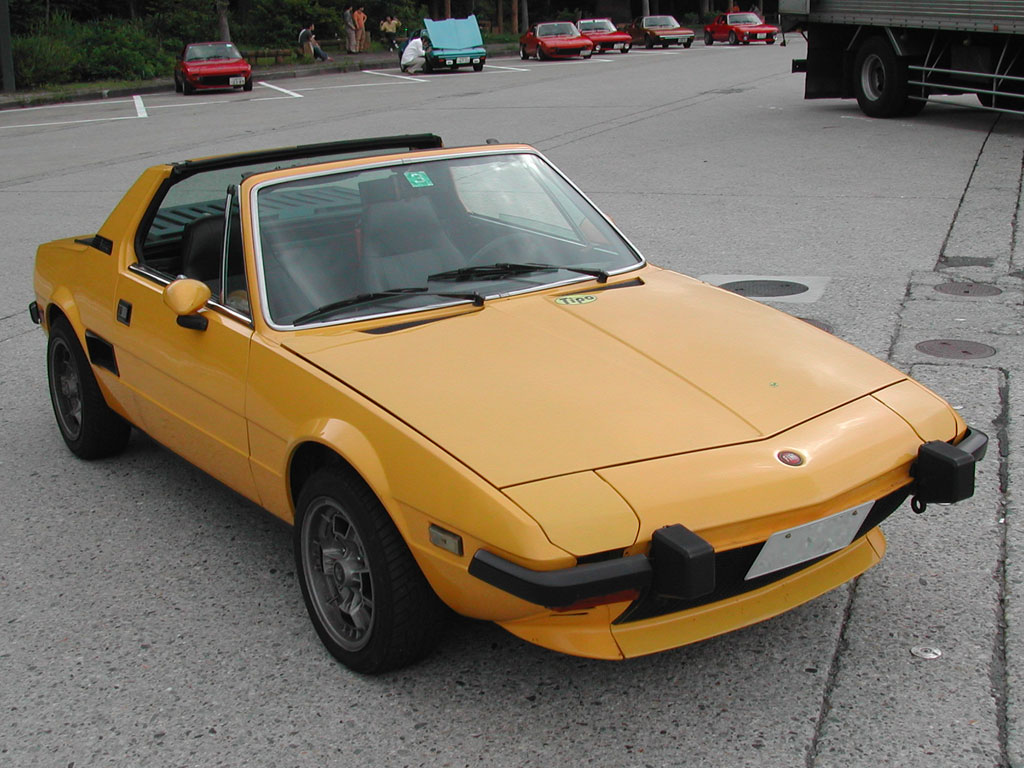
フィアット・X1/9
前輪駆動車であるフィアット・128のパワーユニットを流用して開発された

前輪駆動の量産車のパワーユニットを流用することで量産車にミッドシップを採用する手法はフィアット・X1/9が先鞭をつけ、量産車のパワーユニットやトランスアクスル、サスペンションなどを流用できることから価格を安く抑えられ、ミッドシップを一般大衆の手が届く存在とした。ポンティアック・フィエロ、トヨタ・MR2、MG・MGFなどもこの手法で作られたミッドシップ車である。

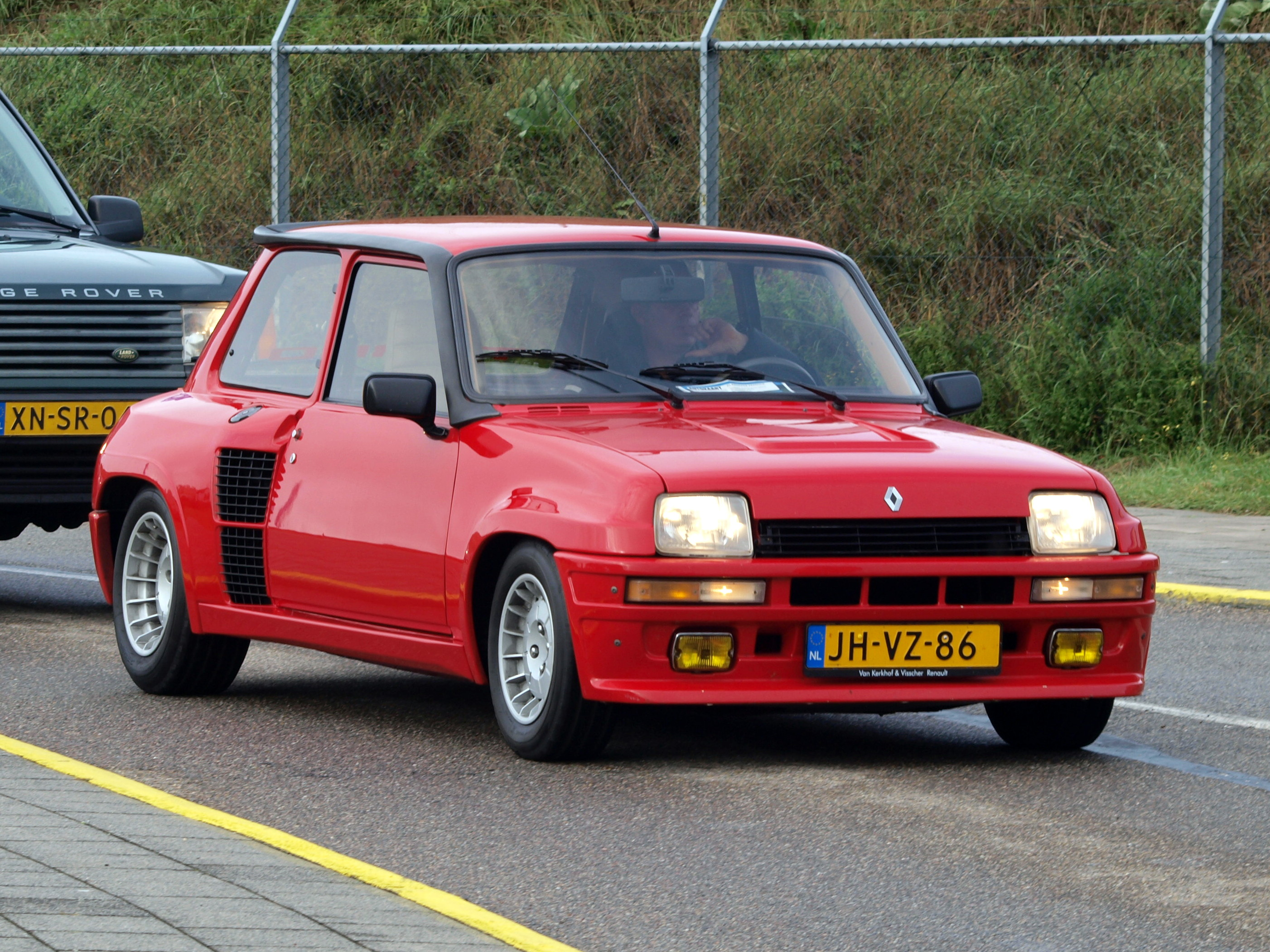
ルノー・5ターボ

その他、ルノーは前輪駆動車である5の後部座席を取り払い、そこにエンジンを搭載することでミッドシップ車とした「5ターボ」を製作し、WRCのグループ4 (Group 4) ホモロゲーションモデルとして販売した。後年にはクリオ（日本名：ルーテシア）をベースに同一の手法で製作した「クリオ・ルノー・スポール V6」も販売している。また、グループB時代のWRCにおけるミッドシップ4WDの競技用車両も、同様の手法でエンジン位置を変更している。

### 日本における歴史

#### 軽自動車

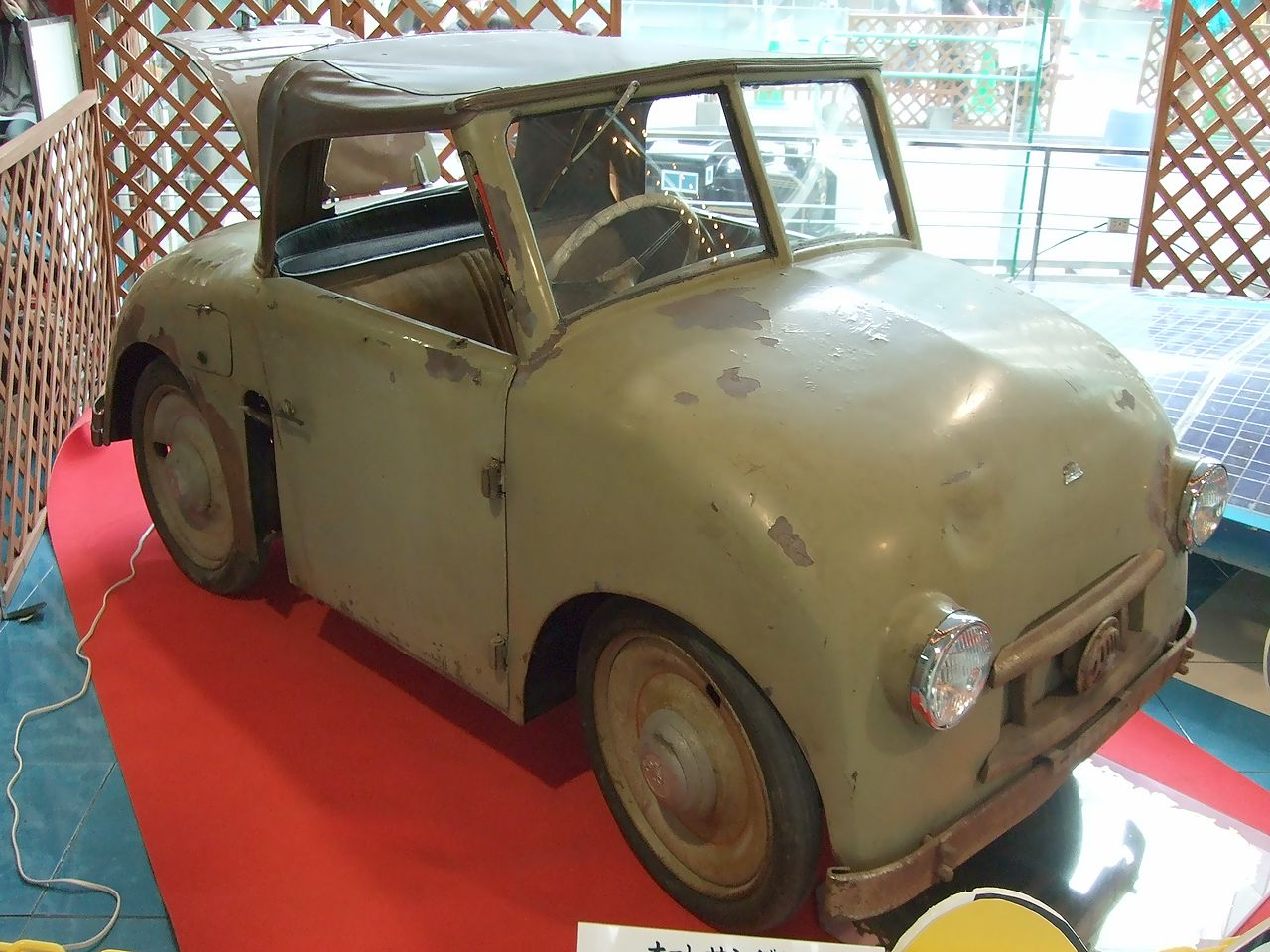
オートサンダルFS型

日本国内の例では、1952年に少数ながら市販もされた日本最初の軽四輪乗用車である、日本オートサンダル自動車のフリクション変速機仕様車・オートサンダルFS型が最初の例である。運転席後方、後車軸の前方に空冷単気筒エンジンを搭載しており、当時は「リアエンジン」の範疇として捉えられていたものの、構造的にはミッドシップである。変速機構造の特殊性によりこのようなレイアウトになったとみられ、FSの姉妹車である手動変速機タイプのFN型は完全なリアエンジン式である。

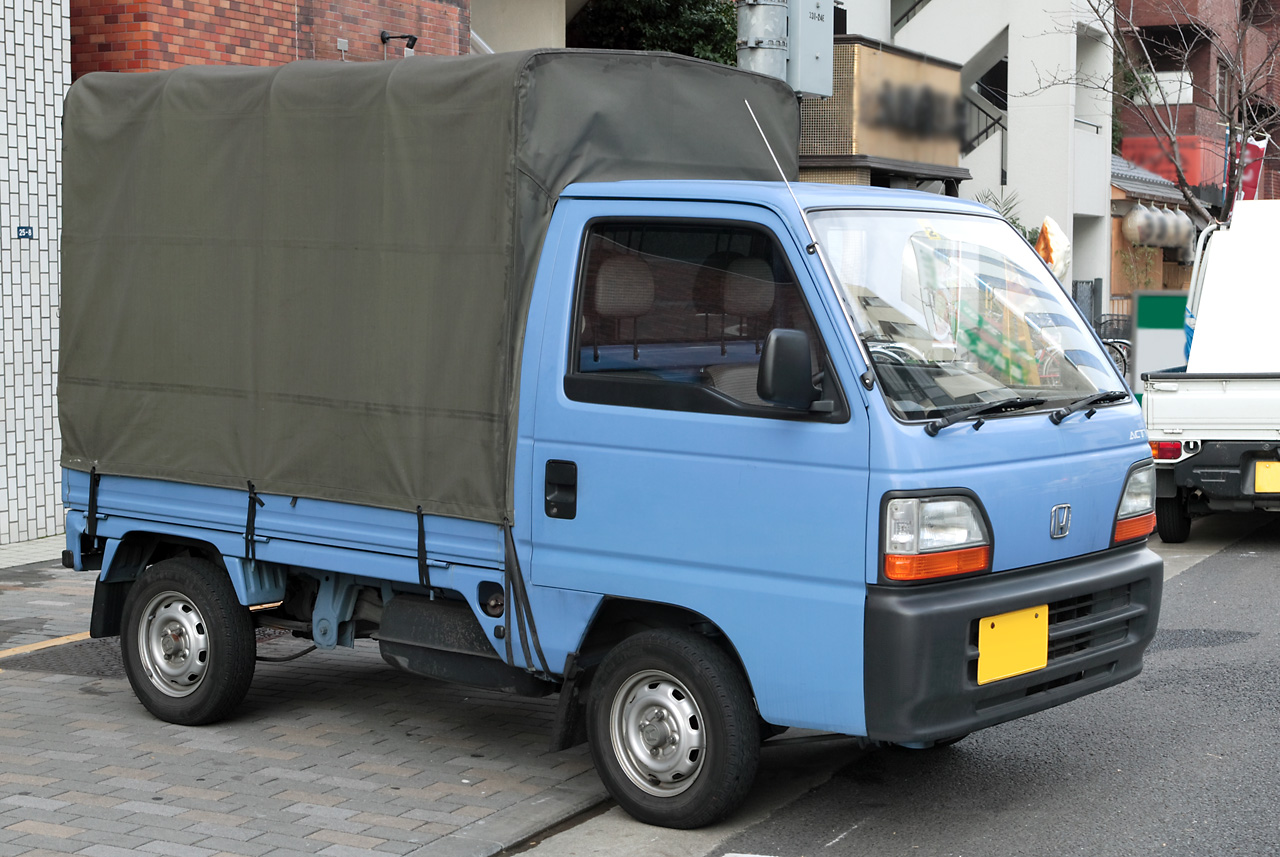
ホンダ・アクティトラック（2代目）

その後の軽自動車では、ホープ自動車や愛知機械工業の一連の貨物車（愛知機械工業#過去の生産車種などを参照）、本田技研工業のホンダ・TN360や初代バモスがある。その後のモデルとしては、軽トラックではTN360の後継として位置づけられるアクティ、スズキ・エブリイの3代目などが挙げられる。
1998年（平成10年）に発売の軽乗用車ホンダ・Z（2代目）は、前述のアクティのエンジン等を流用する形でミッドシップ化している（四輪駆動）。2006年発売の軽乗用車三菱・i（四輪駆動）は、リアシート（ラゲッジ）下にエンジンを配置し、リアミッドシップと称している(後車軸よりもクランク軸が若干前にある)。
2021年、S660やアクティシリーズの生産が終了したことにより、2022年3月をもって軽自動車のミッドシップ車は姿を消した。

#### 一般乗用車

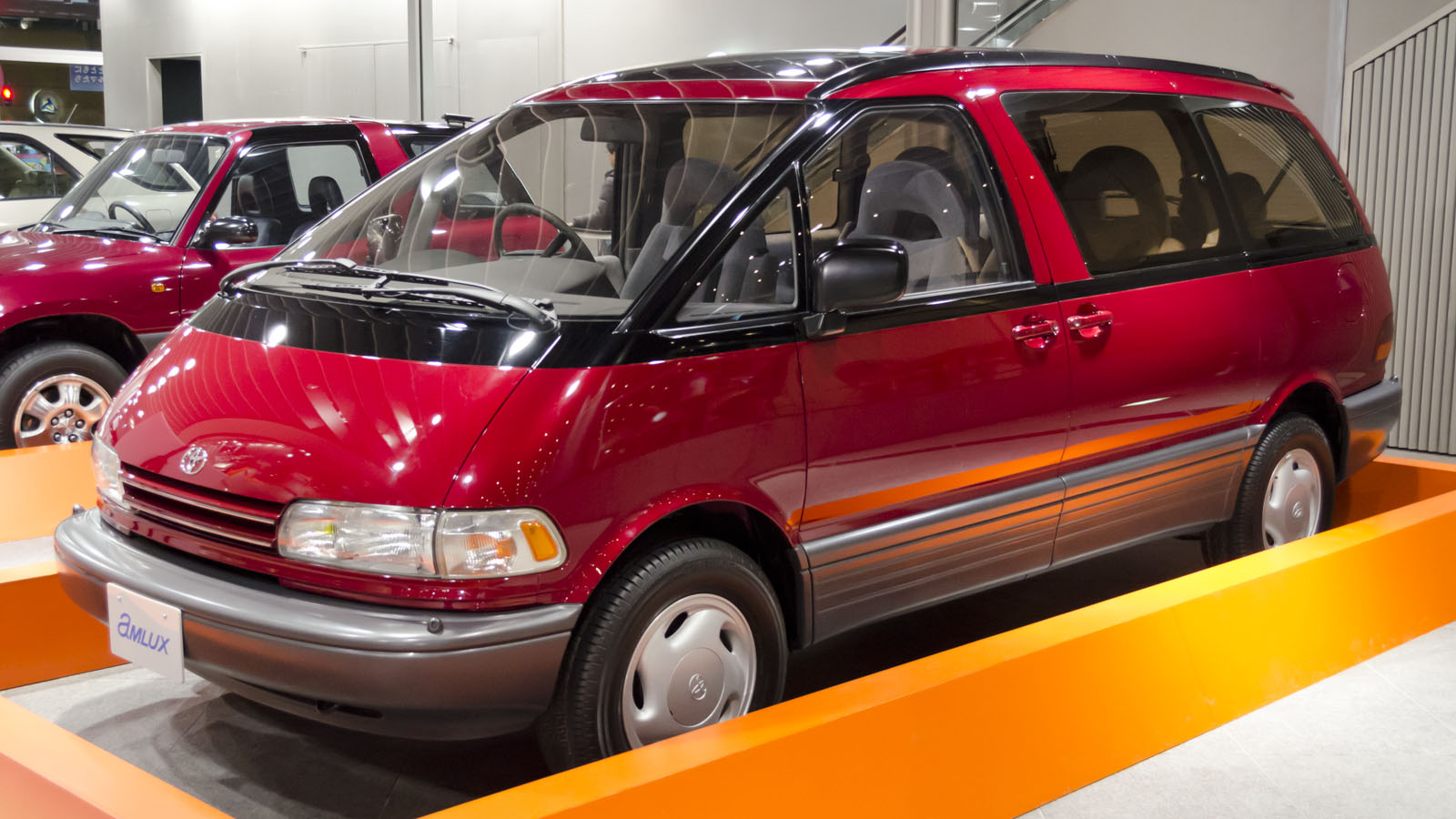
トヨタ・エスティマ（初代・前期型）

一般乗用車では、1990年（平成2年）発売のトヨタ・エスティマが床下（前後の車軸間）にエンジンを横倒し（スラント）で搭載し、後輪を駆動させるアンダーフロア式のMR車で「スラント・ミッドシップ」と称した。
バン・ワゴンでは、日産・ラルゴとバネットセレナなどがある。ボンネットが無い形態からキャブオーバーと混同されることがあるが、キャブオーバーは「運転台（キャブ）がエンジンの上にある」という配置のことであり、フロント・ミッド・リアのエンジン配置の分類とは定義上は独立である。

#### スポーツカー

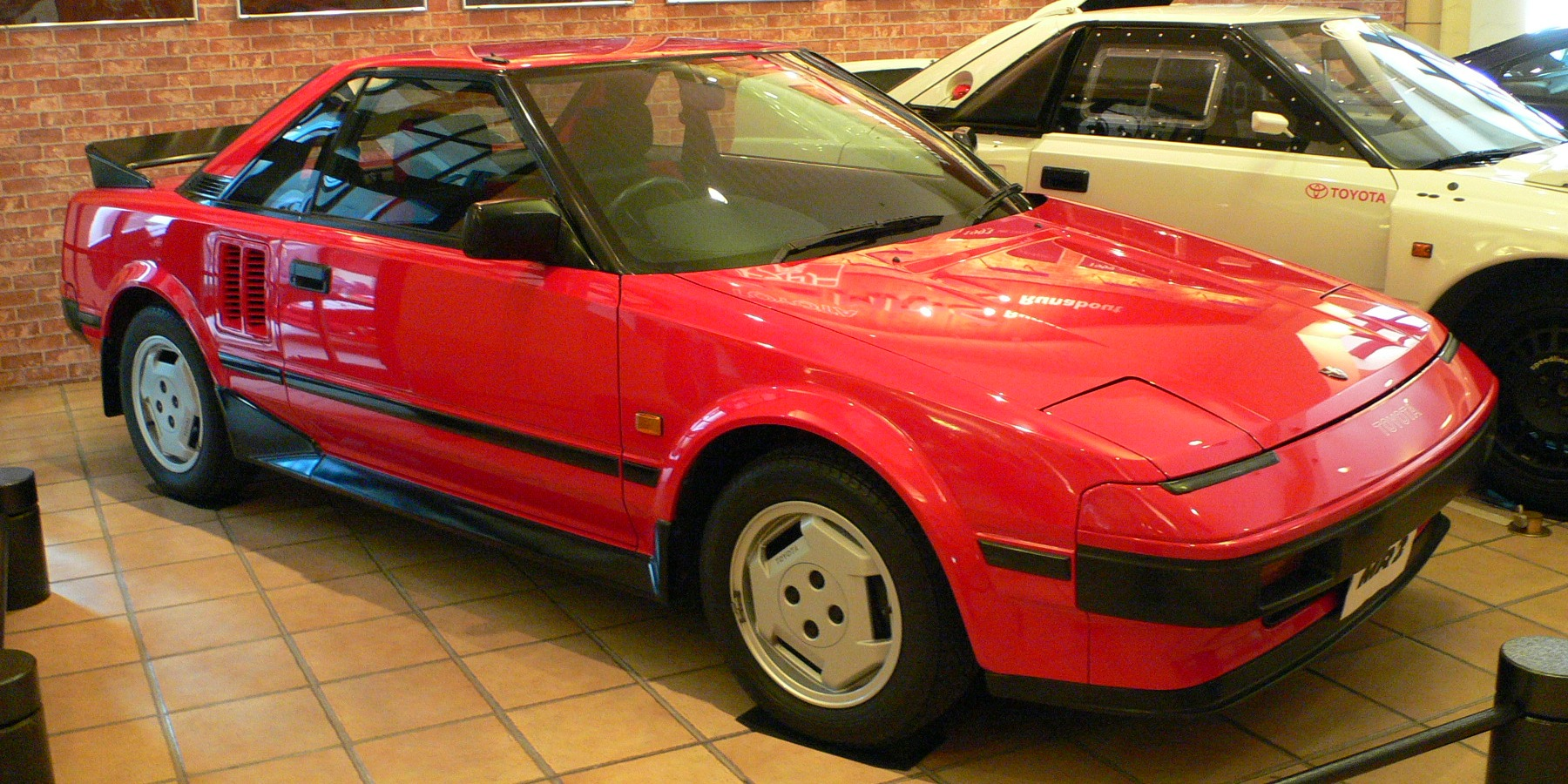
トヨタ・MR2（初代・前期型）
MEGAWEB展示車両

スポーツカーとしてリアミッドシップレイアウトを本格的に採用した例は、1969年の東京モーターショーに出品されたいすゞ自動車のベレット1600MXがある。このモデルは翌年の東京モーターショーにも改良型が出品されたが、結果的には市販に至らなかった。
その後、日本車初のミッドシップ量産車は1984年発売の初代トヨタ・MR2（AW10系）である。#市販車の項で前述した「量産FF車のパワーユニットを車室と後車軸の間に配置する」という手法によるものである。バブル景気下では数種類のミッドシップ車が発売され、1990年のホンダ・NSX、1991年のホンダ・ビート、1992年のマツダ・オートザムAZ-1（およびそのOEM車種スズキ・キャラ）などがある。これらのうち、特にNSXは海外含めて2万台ほどが量産され、その性質から日本車では数少ないスーパーカーとして扱われることがある。しかし室内が狭くトランクスペースの少ない実用面の低さが敬遠されたことや、バブル崩壊後はトールワゴンやミニバンといった車種に押され、その多くが販売台数を稼げないまま製造・販売を終了した。
国産のミッドシップスポーツカーは、2007年のトヨタ・MR-Sの生産終了以降は光岡・オロチのみとなったが、これも2014年に生産を終了した。その翌年の2015年には軽自動車規格のホンダ・S660が発売されている。
国産のミッドシップ四輪駆動のスポーツカーとしては、1980年代後半に日産・MID4、トヨタ・222Dがあったが、いずれもコンセプトカーとしての出展に留まった。その後、前輪を独立して電動機で駆動する方式(→e-4WD)が有望になり、2016年にホンダからNSXが発売された。
NSXとS660はともに2022年に生産を終了したため、再び国産ミッドシップスポーツカーの歴史は途絶えることとなった。

#### バス

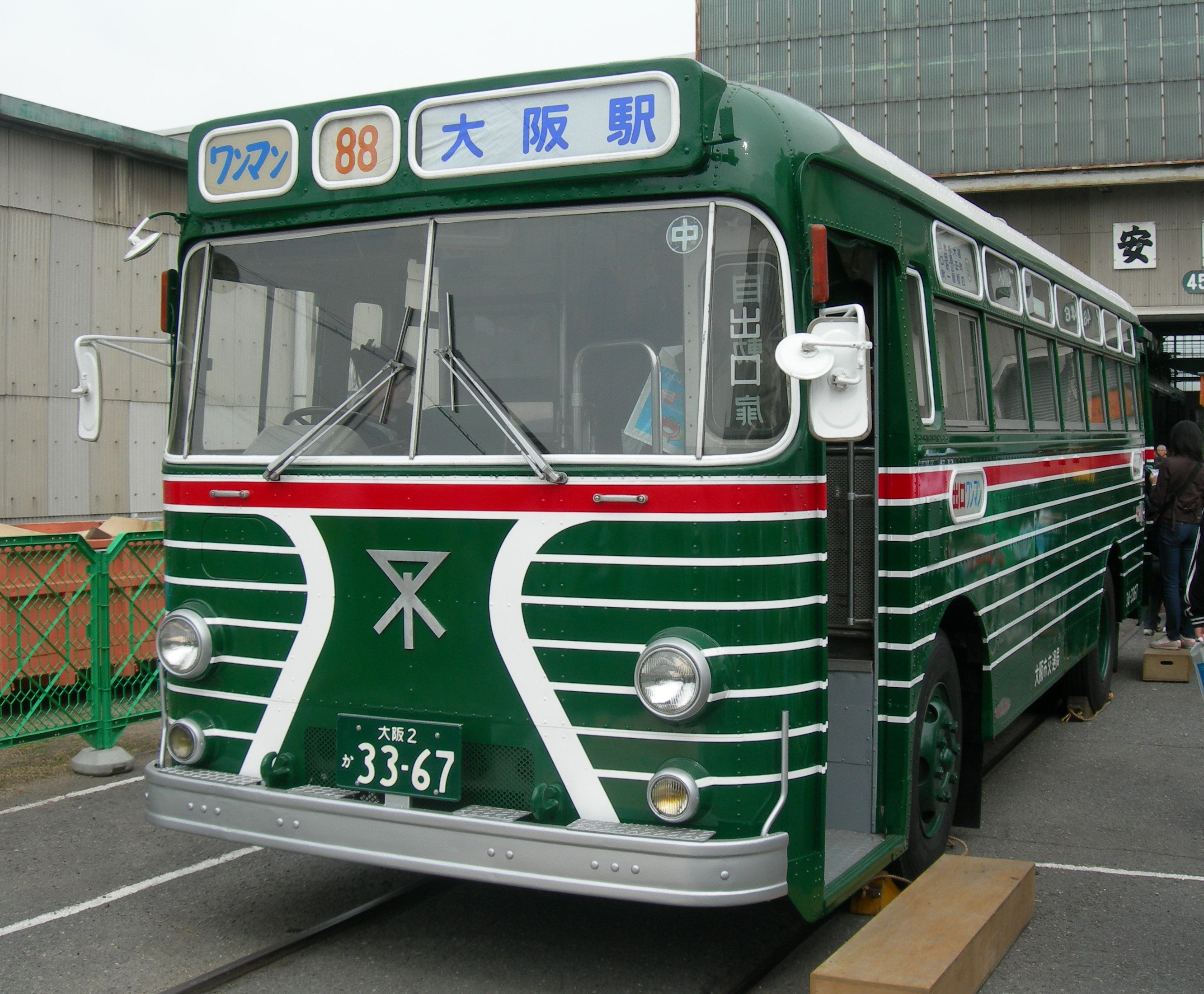
日野自動車のセンターアンダーフロアエンジンバス「ブルーリボン」BT11
大阪市営バス保存車両

バス車両では、日野自動車が1952年末に発売した大型路線バス「ブルーリボン」 (BD・BG・BK・BT系等) をはじめ、ボルボ・B10Mシャーシ（日本国内市場では1980年代後半よりアステローペおよび連節バスとして使用）、日産ディーゼルが1993年に発売した小型貸切バススペースランナー7 (EN系) などで、前後車軸間の床下にエンジンを搭載している。
日野自動車ではブルーリボン（BD系等）を「センターアンダーフロアエンジンバス」と呼称しており、前身の東京瓦斯電気工業時代にも「ちよだバストレーラー」として鉄道省省営バス向けにセンターアンダーフロアエンジンバスを製造していた実績がある。
バス車両の場合は客席部分の床下にエンジンを搭載するため、床面を段差なくフラットにすることができ、乗用車とは逆に車内スペースが広く取れ、乗車定員を増加させることが可能になる。しかし、ワンステップバス・ノンステップバスなどの低床化に対応できないなどの欠点もあり、現在ではリアエンジン方式が主流になっている。
日野自動車でも、1960年代以降のRE/RC系ではリアエンジンに移行した。

## バリエーション

### 横置きミッドシップ

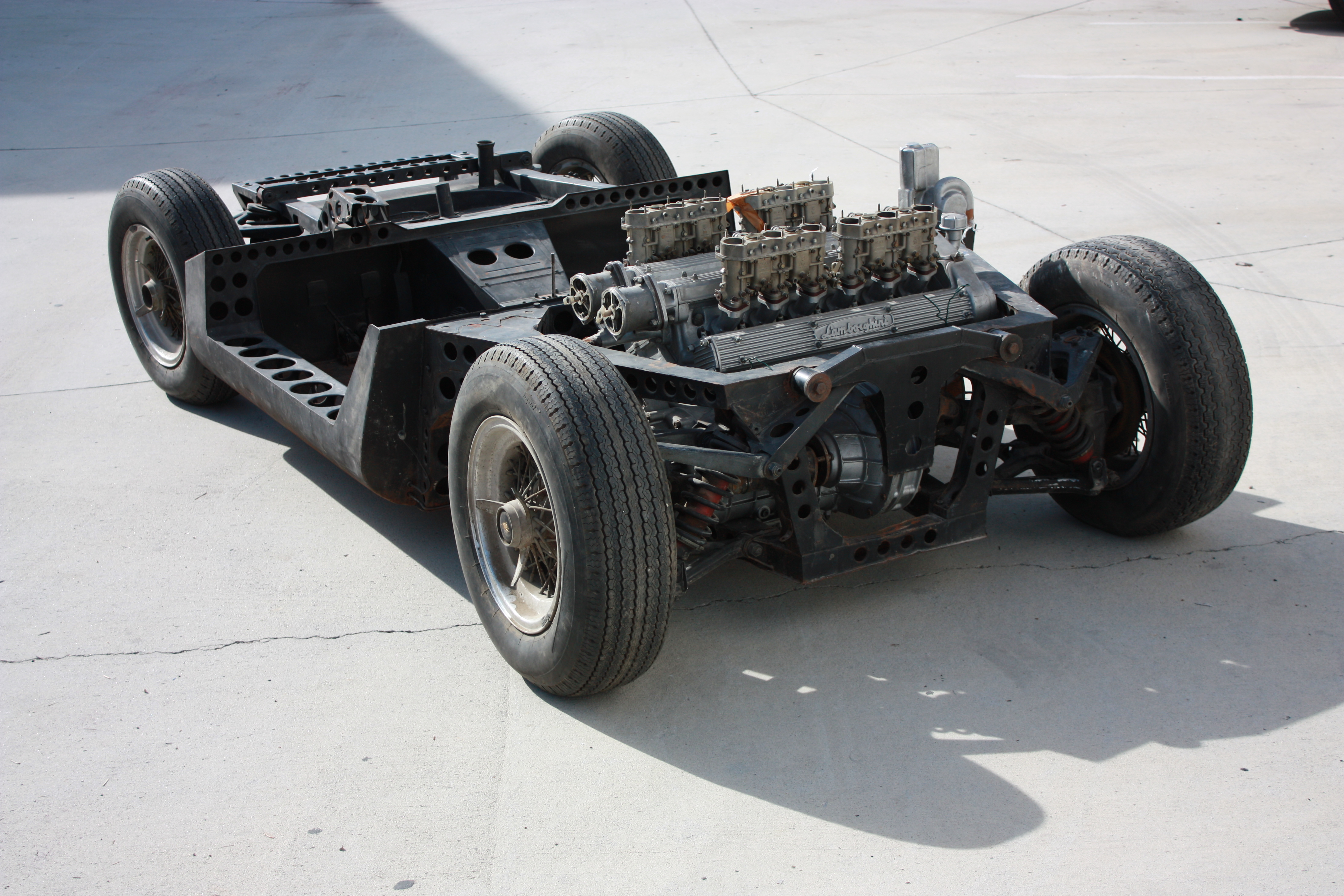
横置きミッドシップであるランボルギーニ・ミウラのシャシー

横置きミッドシップは、前輪駆動車用のトランスミッションとトランスアクスルを流用している限り重心が後車軸寄りとなり、車体中心に重心のある縦置きのような重量配分は得られない場合が多い。それゆえ、走行性能を重視するレーシングカーやスーパーカーの大半は、重心位置設定の自由度が高い縦置きミッドシップを採用している。
横置きミッドシップの例としては、フォーミュラマシンではホンダの最初のF1マシンであるRA271が、V型12気筒エンジンを横置きで搭載していた。「二輪車メーカーとしての経験から、横置き（二輪車の大半はエンジン横置き）のほうが設計しやすかったため」という説がある。ただし整備性に難があったことに加え、1966年にF1のレギュレーション変更でエンジン排気量が3リッターに拡大され、V12エンジンのサイズ的に横置きが困難となったことから、同年のRA273以降は縦置き配置に改められている。また日本独自のフォーミュラだったFL500などは、エンジン横置きFFの軽自動車のパワーユニットを使用している例が多く、やはり横置きエンジンが主流だった。
市販車においては、フェラーリは従来12気筒のフラッグシップは縦置き、下位モデルのV型6気筒とV型8気筒（206・246(V6)、308・328(V8)の各シリーズは横置きだった。しかし、後者に関してはモンディアルT及び348シリーズ以降、トランスミッションは横置きのままにエンジンとクラッチを縦置きに変更している（なお、スペシャルモデル以外での12気筒のミッドシップ車はF512Mを最後に途絶えている）。ランボルギーニでは、ミウラのみ横置きで、カウンタック以降は縦置きである。このほか、チゼータ・V16TもV型16気筒エンジンをミッドシップに横置きで搭載している（「T」はその配置（横置き = Transverse engine）に由来。ただしトランスミッションは縦置き）などが挙げられる。
中谷明彦は、横置きミッドシップでは「コーナリング特性はアンダーステアからオーバーステアへの変化が大きく、安定して走らせるのが難しい」「左右の重量バランスはアンバランスになってしまう」として、縦置きこそが「本物のミッドシップ」であって横置きを「廉価版」に過ぎないと主張し、横置きを開発するメーカーの姿勢を批判している。

### ミッドシップ四輪駆動

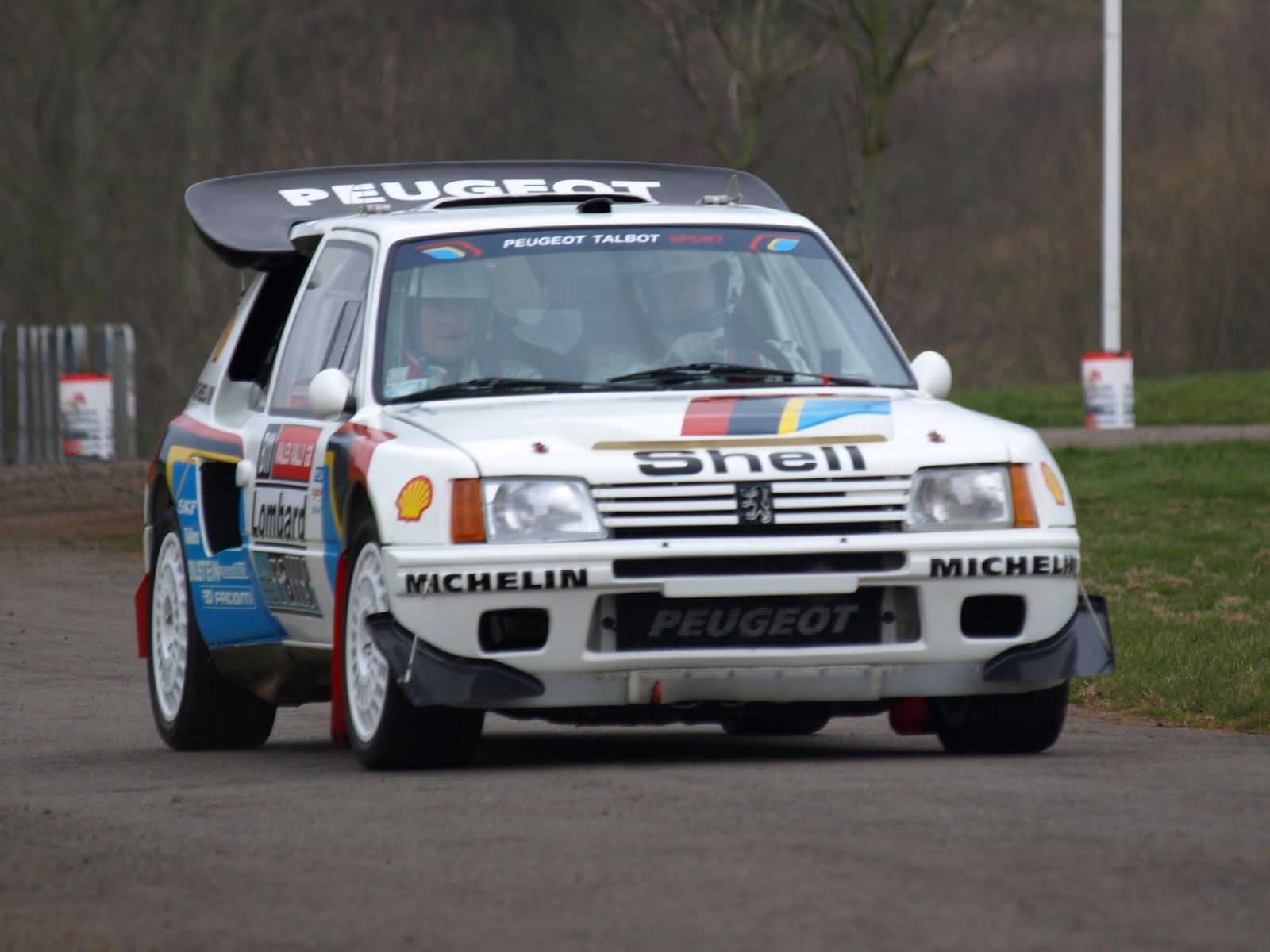
プジョー・205ターボ16 エボリューション2

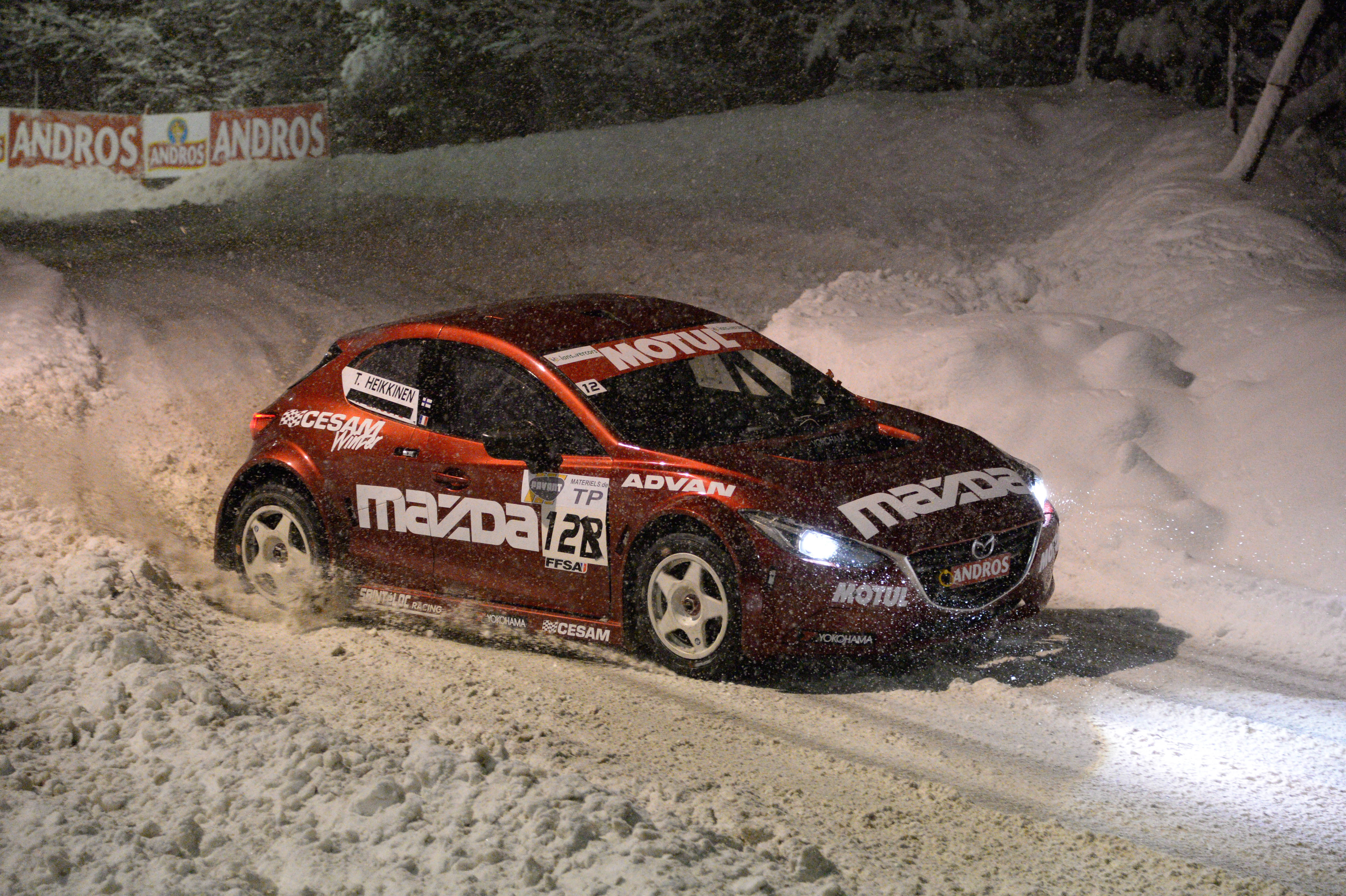
2015年アンドロス・トロフィーに参戦するMAZDA3。ショートボディ化されたチューブラーフレームを採用の上、リアミッドシップにV6エンジンを搭載した4WDマシン。

F1においてミッドシップへの移行が進んだ時代、ミッドシップによる四輪駆動（4WD）車も現れた。1960年代に存在した四輪駆動のF1マシンは、フロントエンジンのFerguson P99を除き全てミッドシップである。ただし四輪駆動の利点より欠点が大きかったため、主流にならずに消滅している。
WRCでは、グループB全盛の1984年に登場したプジョー・205ターボ16を皮切りに、1985年のランチア・デルタS4、1986年のフォード・RS200とミッドシップ四輪駆動のマシンが続々登場した。これに続かんとアウディや、また日本勢ではトヨタ・222Dや日産・MID4などがミッドシップ四輪駆動のマシンを投入する計画を進行させていたが、異常な戦闘力に未熟な電子制御もあいまってすでに制御不能と見られていたグループBマシンはFIAから危険視されるようになり、ヘンリ・トイヴォネンらの死亡事故をきっかけに廃止された。WRCからはそれ以降、ミッドシップ四輪駆動のマシンは姿を消した。
ダカール・ラリーの改造車部門では205ターボ16、そのコンポーネントを流用した405ターボ16GRやシトロエン・ZX RRが活躍した。しかし1997年にメーカーのプロトタイプ車両が禁止されて撤退。2002年にプロトタイプが解禁されて以降も四輪駆動車についてはリアミッドシップが禁止されており、電動車両のための特殊規定（T1.U）で製作されたシリーズ式ハイブリッドのアウディ・RS Q e-tronを除く全車が、フロントエンジン（フロントミッドシップ）の四輪駆動となっている。またダカールのトラック部門もミッドシップ車両が猛威を奮ったが、2003年以降はフロントミッドシップのみに限られる。
現在ではパイクスピーク・ヒルクライムや氷上レースのアンドロス・トロフィー、全日本ダートトライアル選手権のDクラスなど、ローカル色の強いレースで魔改造されたミッドシップ4WD車がよく見られる。

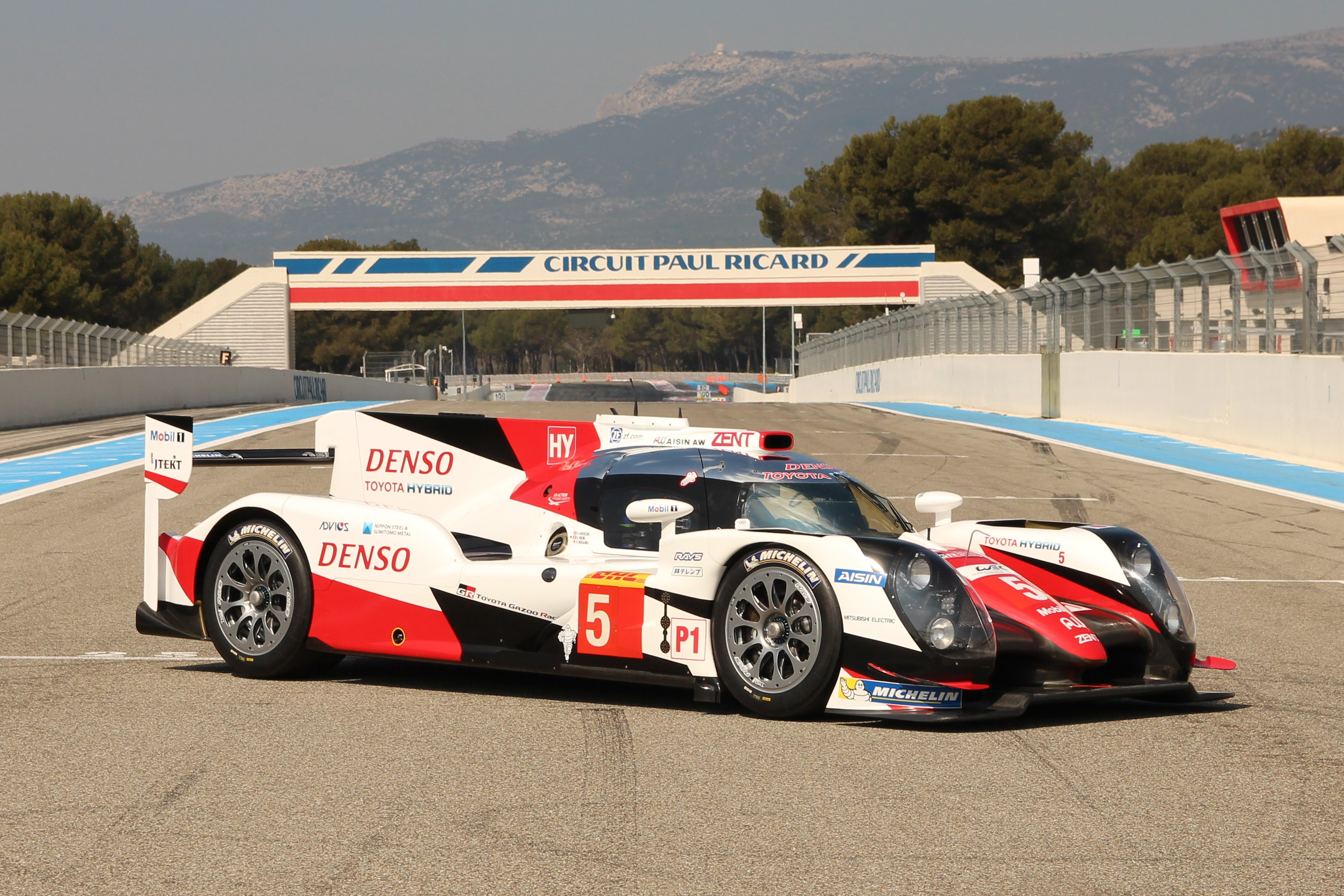
トヨタ・TS050。エンジンによる後輪駆動とモーターによる四輪駆動を併用。

スポーツカー耐久では、2012 - 2020年のLMP1規定、2021年以降のLMハイパーカー規定において、メーカーワークスチームによるミッドシップ四輪駆動車が多数投入された。ただし「原動機（エンジン）が駆動できるのは前・後輪車軸のどちらか」「モーターは原動機に含めない」という解釈で成り立っているパートタイム式の四輪駆動であり、上述してきた四輪駆動とは構造が大きく異なる。
市販車においてはランボルギーニのディアブロ以降など、1990年代以降スーパーカーを中心にミッドシップ四輪駆動を採用するモデルが増えている。アウディ傘下に入って以降のランボルギーニ車の多くはこれに該当する。ミッドシップ4WD車をベースとしたグループGT3車両（アウディ・R8/ランボルギーニ・ウラカン、2代目ホンダ・NSX）も存在するが、規定で四輪駆動が禁止されているため、いずれも後輪駆動に換装されている。

## フロントミッドシップ

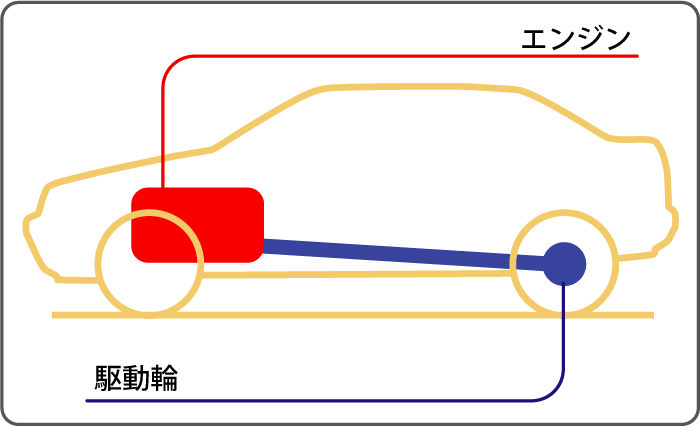
フロントミッドシップ・後輪駆動の概念図

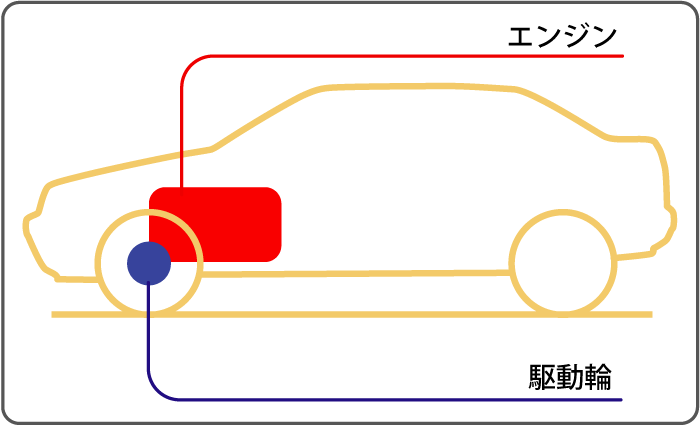
フロントミッドシップ・前輪駆動の概念図

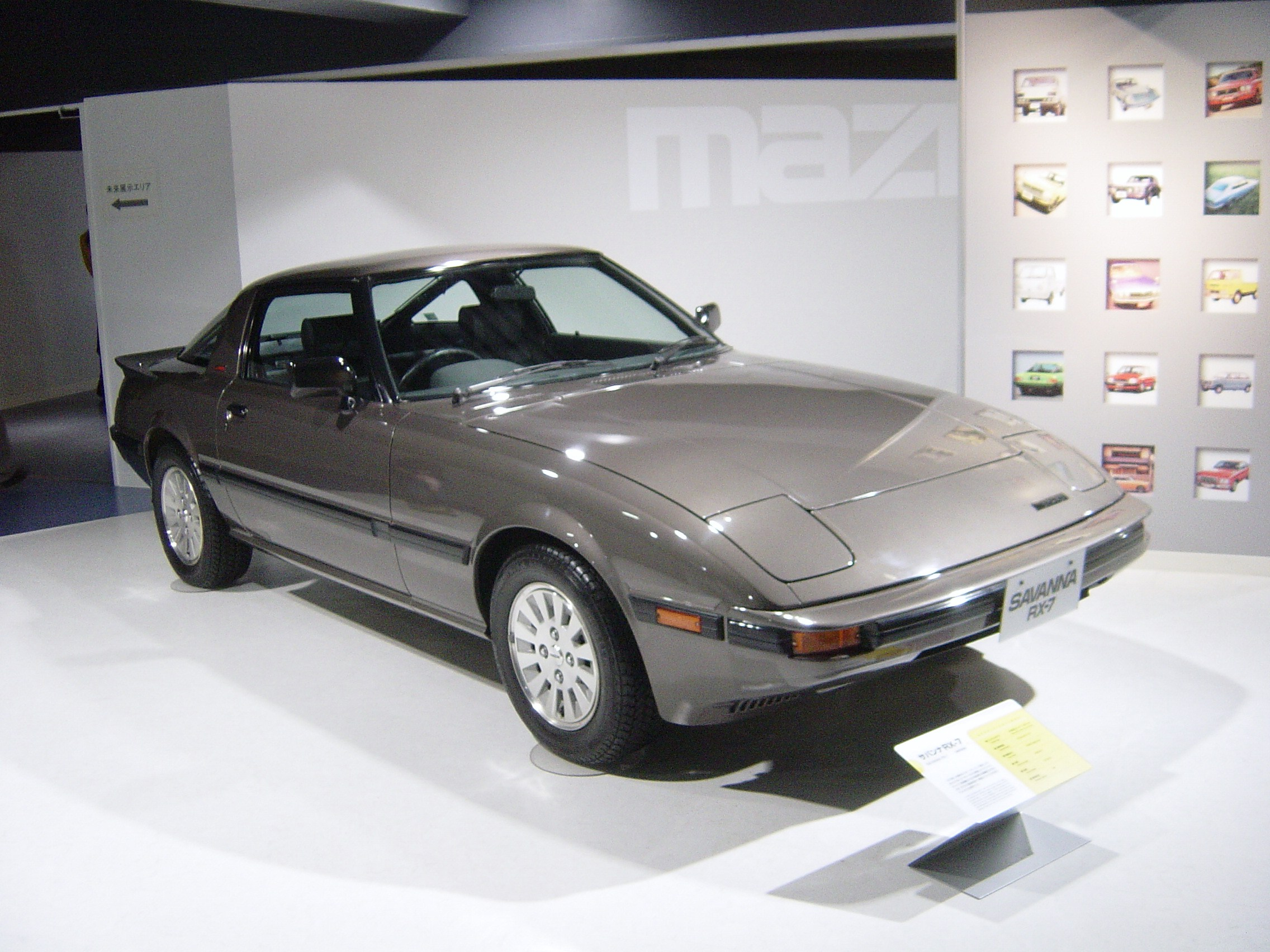
マツダ・サバンナRX-7

フロントエンジン車のうち、前車軸と運転席の間にエンジンを搭載する方式を「フロントミッドシップ」と呼び区別する場合がある。前部の重量軽減による回頭性の向上や、重心が前車軸の後ろにあるため前後重量配分に優れ、慣性モーメントの減少による操縦性の改善が期待できる。一方でパワートレインが車室側に張り出すため、室内容積という点においてはやや不利である。
現代ではもっぱら、フロントエンジンのスーパーカーやレーシングカーで用いられる。特に市販車のイメージを重視する必要のあるカテゴリでは、フロントミッドシップが実質的に指定されることが多い。またスーパーカーやレーシングカー以外では、BMWの後輪駆動車が伝統的にフロントミッドシップを採用している。
前輪駆動車におけるフロントミッドシップ（FFミッドシップ）では、FR車のようなフロントオーバーハングが小さいスタイルも実現可能で、横置きFF車のようにエンジンやトランスミッションに邪魔されないためステアリング舵角が比較的大きく取れ、ホイールハウジングの前席足元への張り出しを小さくできる。反面、低摩擦の路面や上り坂、急加速時にトラクション不足が露呈する短所もある。前輪駆動の前後重量配分は50:50に近づけるより、フロントヘビー（65:35程度）にした方がトラクションが確保できるため、現在は前輪駆動車でフロントミッドシップは採用されていない。

### 歴史

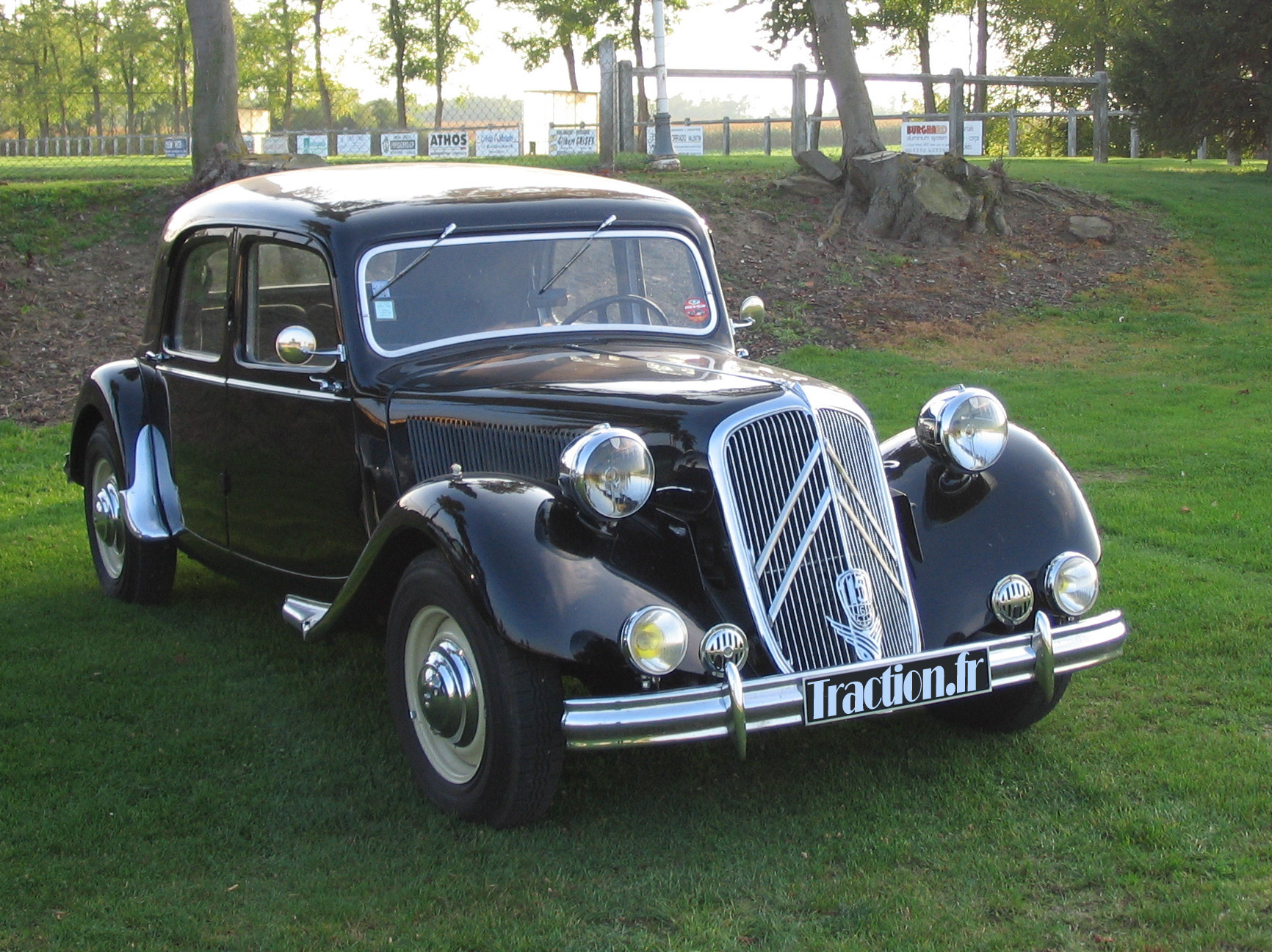
シトロエン・トラクシオン・アバン

この配置は20世紀初頭から乗用車で用いられており、第二次世界大戦前のFR車はむしろこの配置が一般的であった。初期の前輪駆動車ではシトロエン・トラクシオン・アバンやルノー・4などのフランス車が、縦置きエンジンの前方にトランスミッションやデフを配置したFFミッドシップを多く採用していた。
「フロントミッドシップ」という呼称が確立されたのは1978年に登場したマツダ・サバンナRX-7で、それ以降に登場したマツダ・ロードスターやスズキ・カプチーノなど同一のレイアウトを持つ車種もそのように称する例が見られるようになった。

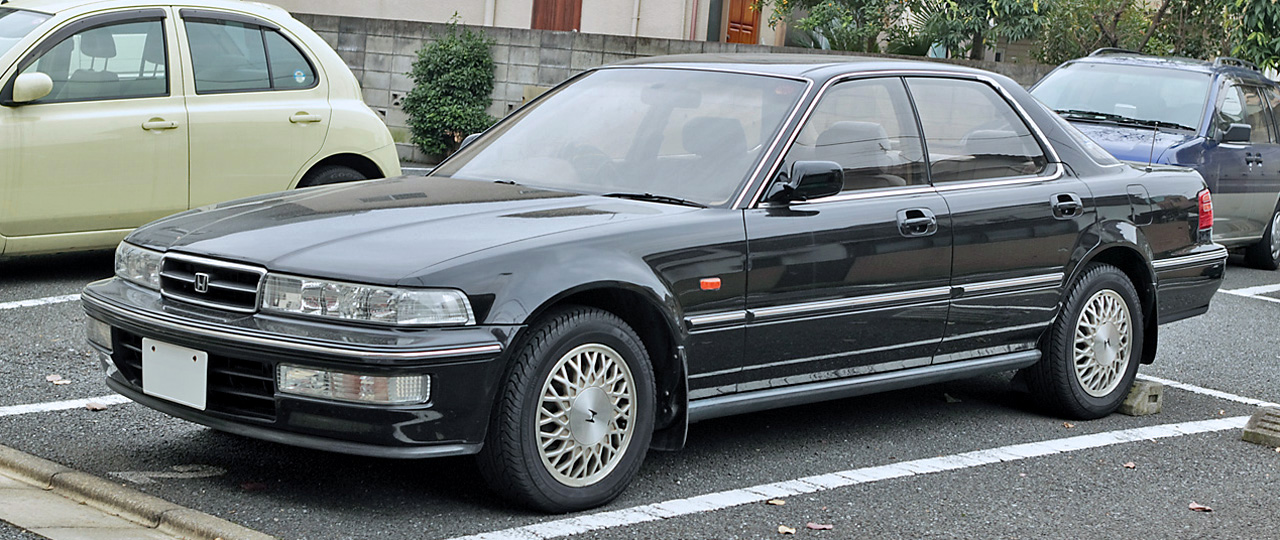
ホンダ・アコードインスパイア

また、1989年発表の初代ホンダ・アコードインスパイアおよび3代目ビガーでは、直列5気筒及びV型6気筒エンジンによるFFミッドシップを採用した。同時に発表された4代目アコード・初代アスコットや、上級車の初代レジェンドが既存の横置きエンジンである中、あえてそれらとの部品共用が不可能なこのレイアウトを採った理由は、横置きエンジン特有のアイドル振動や変速ショックが他社FR上級車種に対して不利との判断から縦置きエンジンを採用する一方、直列5気筒エンジンのFFとして普通にフロントオーバーハングにエンジンを搭載した場合に生じる不都合（前後重量配分が前寄りになりすぎる、フロントオーバーハングが長大で取り回しに支障が出る、など）を避ける必要があったことによる。北米市場中心のアコードに比べ、当初は国内専用車として設計されたインスパイア・ビガーは、走りの質と静粛性の一層の向上を目指しており、ハイソカーに対するホンダの挑戦でもあった。その後、2代目レジェンドなども同様のレイアウトを採用したが、現在ではすべて横置きに変更されている。
米国のパノスは、自社が生産する市販スポーツカーのイメージを投影するため、セオリーのリアミッドシップではなく、フロントミッドシップのプロトタイプレーシングカーを開発してル・マン24時間に投入した。しかし衝突安全性を確保するためにフロントオーバーハングが長くなる、排気管の取りまわしやコクピットへの排気熱の影響が大きくなる、高速のまま回転するプロペラシャフトが車体を貫通するため、その振動抑制や剛性確保でカーボン製プロペラシャフトを採用しなければならないなど、コスト・重量・性能面での課題が多く、結果は残せなかった。

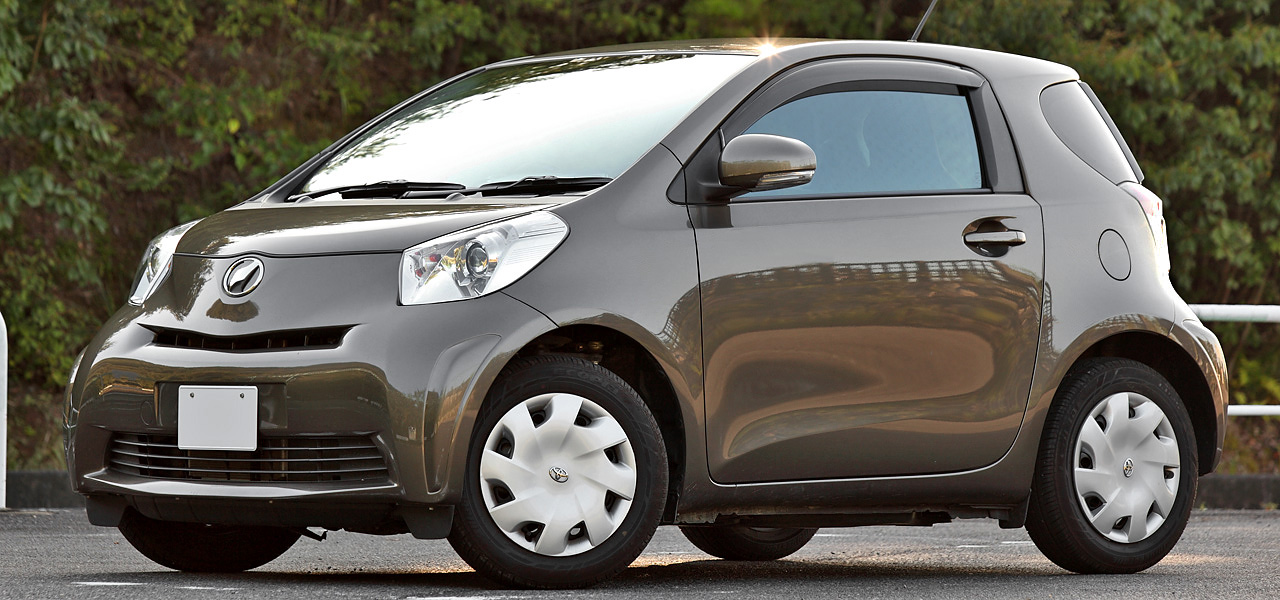
トヨタ・iQ

2008年発表のトヨタ・iQはデフ位置を反転させ、エンジンを車軸の後ろ側に配置したエンジン横置きFFミッドシップレイアウトを採用している。これは、フロントタイヤをなるべく前に出してホイールハウスによるペダルレイアウトへの影響をなくすためで、超小型なボディゆえの対処であった。